# Perłopiórek rdzawouchy
Perłopiórek rdzawouchy, tymalek luzoński (Robsonius rabori) – gatunek ptaka z rodziny świerszczaków (Locustellidae). Endemit Filipin.

## Zasięg występowania
Perłopiórek rdzawouchy występuje na Filipinach, zamieszkując północno-środkowy Luzon (Cordillera Central).

## Morfologia
Długość ciała 20–22 cm, masa ciała 48–65 g. Obie płcie są do siebie podobne.

## Taksonomia
Jest to gatunek monotypowy. Taksony Robsonius thompsoni (perłopiórek bursztynowy) i R. sorsogonensis (perłopiórek szarouchy) są czasami traktowane jako podgatunki R. rabori, lecz obecnie przez większość ujęć systematycznych są podnoszone do rangi odrębnych gatunków.

### Etymologia
- Robsonius: Craig R. Robson (ur. 1959), brytyjski ornitolog[10].
- rabori: dr Dioscoro Siarot Rabor (1911–1996), filipiński ornitolog i obrońca przyrody[11].

## Status
Międzynarodowa Unia Ochrony Przyrody (IUCN) od 2024 roku uznaje perłopiórka rdzawouchego za gatunek bliski zagrożenia (NT, Near Threatened); wcześniej klasyfikowała go jako gatunek narażony na wyginięcie (VU, Vulnerable). Liczebność populacji nie jest znana; choć ptak ten opisywany jest jako „rzadki”, może być bardziej pospolity niż to wynika z odnotowanych stwierdzeń. Trend liczebności populacji ocenia się jako spadkowy ze względu na utratę siedlisk leśnych.